# GM HydroGen4
HydroGen4  ― наступник автомобіля на паливних елементах HydroGen3, розробленого General Motors/Opel, представлений у 2007 році на IAA у Франкфурті, Німеччина. Очікується, що автомобільна воднева технологія, така як та, що представлена в HydroGen4, може вступити у фазу ранньої комерціалізації у 2015–2020 роках.

## Специфікація

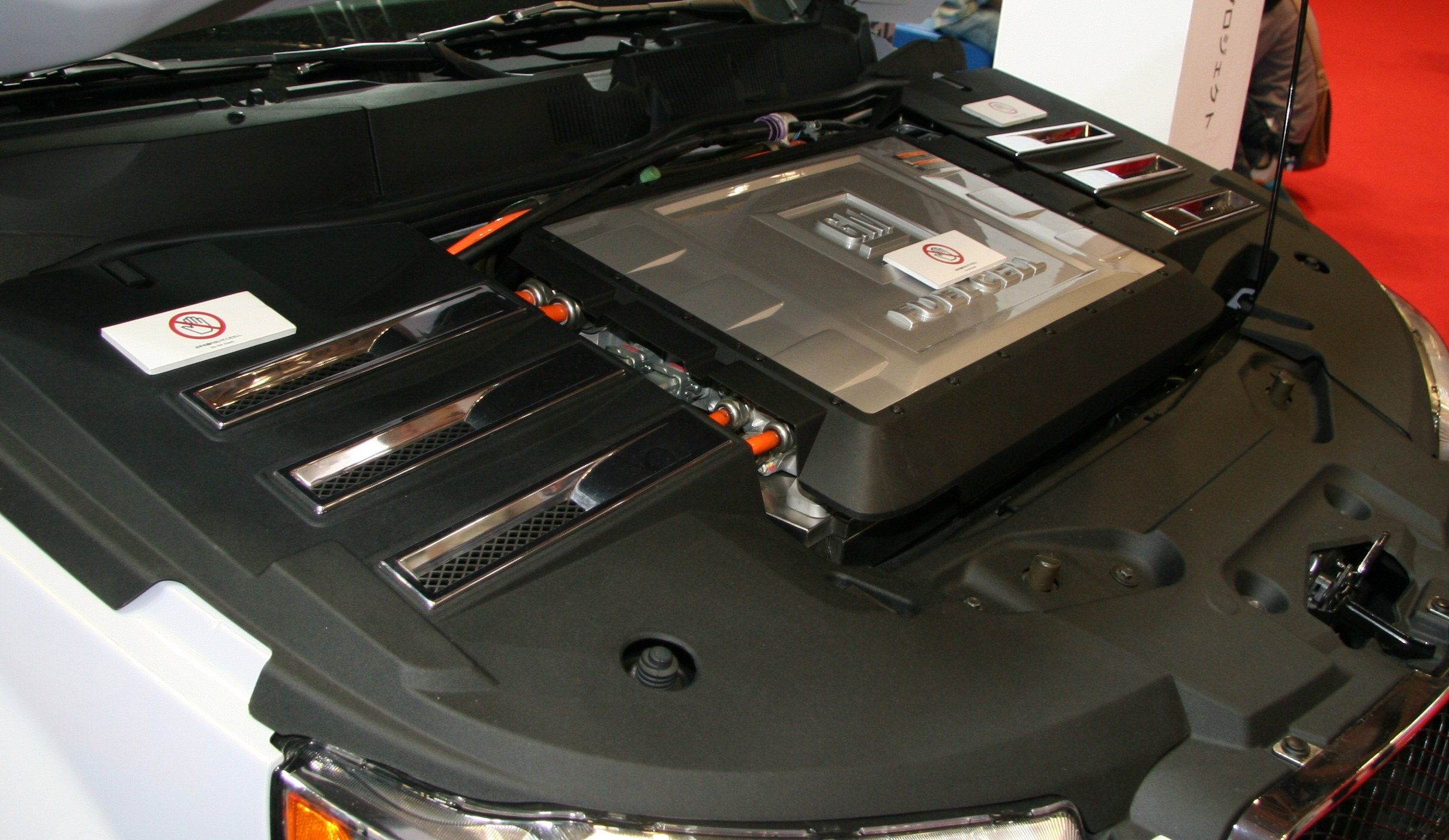
Двигун

Автомобіль базується на Chevrolet Equinox та має паливний елемент GM з 440 елементами та потужністю 93 кВт.  Гібридний силовий агрегат також містить нікель-метал-гідридний акумулятор з енергетичною ємністю 1,8 кВт⋅год/35 кВт та трифазний синхронний двигун з постійною потужністю 73 кВт та крутним моментом 320 Нм. Пікова потужність двигуна становить 94 кВт. 

Водневі резервуари під тиском 700 бар (10000 PSI) містять 4,2 кілограма водню, якого вистачає приблизно на 320 кілометрів. Максимальна швидкість становить 160 км/год з розгоном від 0 до 100 км/год за 12 секунд. HydroGen4 було виготовлено партією з 170 одиниць, 10 з яких для проекту Clean Energy Partnership у Берліні. 